# Helene Luise Doppler
Helene Luise Doppler (* 23. November 1996 in Berlin-Schöneberg) ist eine deutsche Schauspielerin.
Bekanntheit erlangte Doppler durch ihre Rolle der Katrin in der Fernsehserie Katrin und die Welt der Tiere, die sie von 2009 bis 2010 in 52 Folgen spielte. 2010 war sie im Film Das letzte Schweigen in der Rolle der Pia zu sehen. 2013 wirkte Doppler in einer Folge der Serie Familie Dr. Kleist und in der Dokumentation Mein Sommer '88 – Wie die Stars die DDR rockten mit.
Für ihre Rolle in Katrin und die Welt der Tiere erhielt Doppler 2009 den Weißen Elefanten in der Kategorie „Sonderpreis für herausragende Nachwuchsdarsteller“.

## Filmografie
- 2009–2010: Katrin und die Welt der Tiere (Fernsehserie, als Katrin)
- 2010: Das letzte Schweigen
- 2011: Die Lehrerin
- 2013: Familie Dr. Kleist (Fernsehserie, Gastauftritt)
- 2013: Mein Sommer ’88 – Wie die Stars die DDR rockten (Dokumentation)